# Vireo gracilirostris
El vireo de Noronha (Vireo gracilirostris), es una especie de ave paseriforme de la familia Vireonidae perteneciente al numeroso género Vireo. Es endémico de la isla atlántica de Fernando de Noronha frente a la costa noreste de Brasil.

## Hábitat
Esta especie es común en bosques, jardines o matorrales, particularmente donde existan pequeñas higueras. Está ausente de clareras pero persiste fácilmente en hábitats secundarios.

## Estado de conservación
La especie ha sido calificada como “casi amenazada” por la IUCN debido a que su población total, estimada en 1000 individuos se restringe a una pequeña isla e islotes adyacentes. Por lo tanto está sujeta a riesgos de eventos estocásticos, aunque no se conocen amenazas inminentes y la tendencia de su población es estable.